# Левит, Соломон Григорьевич
Соломон Григорьевич Левит (настоящее имя Шлиом Гиршевич; 1894—1938) — учёный, основоположник советской медицинской генетики, создатель Медико-генетического института в Москве.

## Биография
Родился 24 июня (6 июля по новому стилю) 1894 года в городе Вилкомир Ковенской губернии, ныне Литвы, в бедной семье.
Окончил городское училище и Вилкомирскую гимназию. Во время Первой мировой войны, в 1915 году, уехал в Петербург, где поступил на юридический факультет университета. Вскоре перебрался в Москву и продолжил своё образование на медицинском факультете Московского университета. Здесь увлекся революционным движением, вступил в партию большевиков и возглавил Нижегородский комитет партии. Во время Гражданской войны, в 1919 году, Левит был призван в Красную армию в качестве фельдшера. Во время войны заболел тифом, был демобилизован и продолжил учебу в университете, который окончил в 1921 году.
В 1921—1928 годах Соломон Левит работал в Отделении клинической терапии профессора Д. Д. Плетнева; в 1925 году проходил стажировку в Германии, в 1931 году — в США. В 1926—1930 годах работал в должности ученого секретаря Общества врачей-материалистов при Коммунистической академии. В конце 1928 Левит основал Кабинет наследственности и конституции человека при Медико-биологическом институте (МБИ), основанного В. Ф. Зелениным. В 1930 году кабинет был расширен до Генетического отделения, а когда Владимир Зеленин был снят с поста директора, его место занял Соломон Левит. В 1935 году МБИ был переименован в Медико-генетический институт.
В 1936 году началась травля Медико-генетического института и его директора — С. Г. Левита. В декабре 1936 года Левит был исключен из партии «за связь с врагом народа, за протаскивание враждебных теорий в трудах института и за меньшевиствующий идеализм», в июле 1937 года был снят с поста директора института. Вскоре МГИ был закрыт, часть сотрудников перешла во Всесоюзный институт экспериментальной медицины. 11 января 1938 года Соломон Григорьевич был арестован, 17 мая приговорен к смертной казни и 29 мая 1938 года расстрелян. Был похоронен в посёлке Бутово Московской области. Посмертно реабилитирован был 5 сентября 1956 года.